# Sokan Théâtre
 (mars 2023).
Si vous disposez d'ouvrages ou d'articles de référence ou si vous connaissez des sites web de qualité traitant du thème abordé ici, merci de compléter l'article en donnant les références utiles à sa vérifiabilité et en les liant à la section « Notes et références ».
 (mars 2023).
Le Sokan Théâtre est une compagnie de théâtre ivoirienne basée à Abidjan et dirigée par Ablas Ouedraogo.
Fondée [Quand ?], cette compagnie est coorganisatrice des résidences panafricaines de formation, d’écriture et de création théâtrales : Récréâtrales.
Le Sokan Théâtre et le BAC (Bureau des Arts et Communication) ont créé un cadre de rencontre, d’échange et de formation dénommé chantier panafricain d'écriture dramatique des femmes (CPEDF), et ce, pour amener les femmes à emprunter le chemin de l’écriture dramatique et des autres métiers du théâtre.